# Національний день тюльпанів

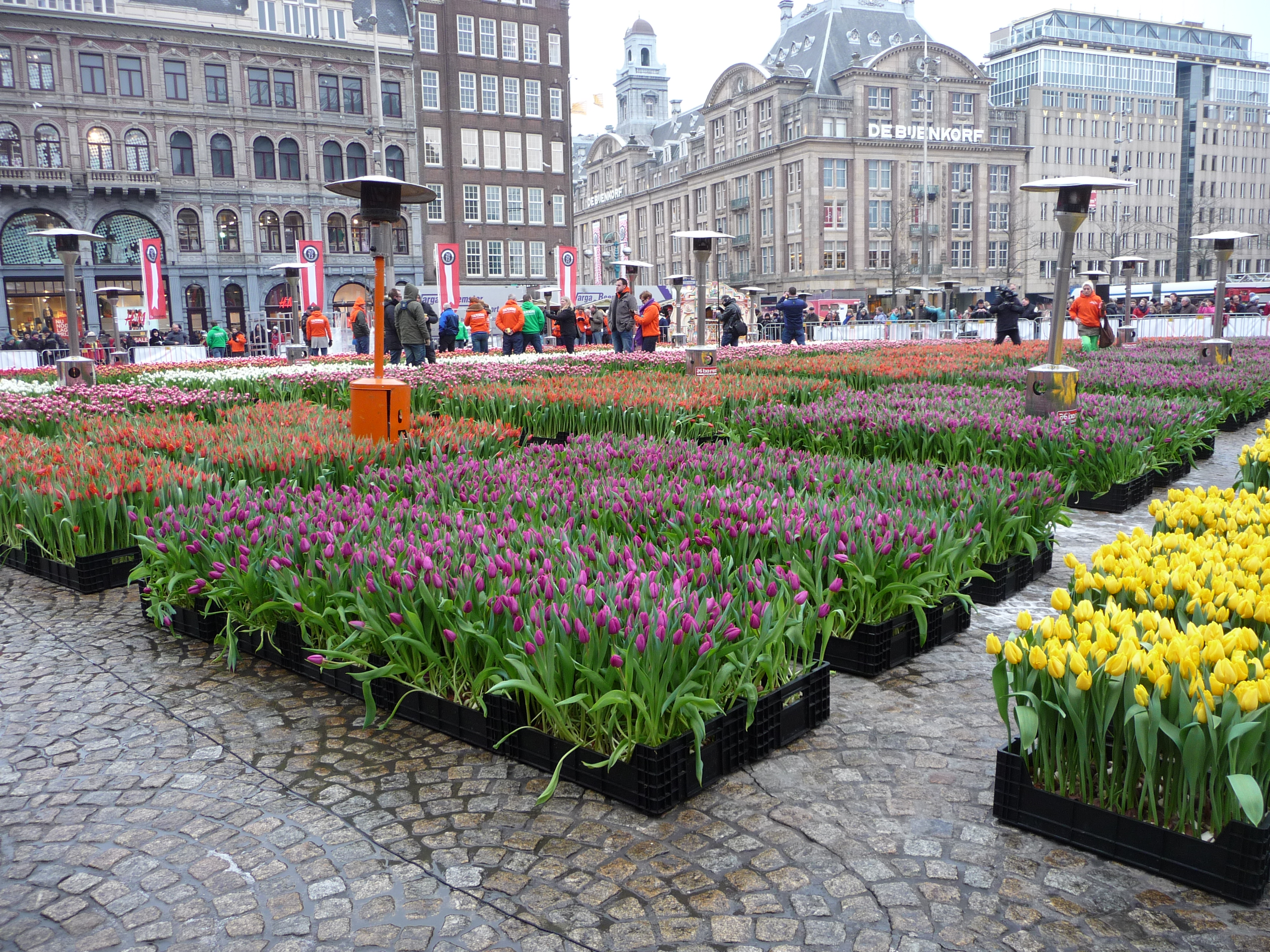
Національний день тюльпанів, 2013

Національний день тюльпанів (нід. Nationale Tulpendag) — щорічна подія в січні, яка передує сезону тюльпанів у Нідерландах. Захід відбувається на площі Дам у центрі Амстердама із 2012 року. У 2021 і 2022 роках його скасували через пандемію Covid. У 2023 році захід відбувся на Музейній площі (Museumplein). У цей день площу встеляє особливий сад із 200 000 тюльпанів. Уранці люди можуть подивитися на тюльпани зі східців, а вдень вони можуть безкоштовно збирати тюльпани. Тюльпани родом з Північної Голландії.